# Garypus japonicus
Garypus japonicus är en spindeldjursart som beskrevs av Beier 1952. Garypus japonicus ingår i släktet Garypus och familjen gammelekklokrypare. Inga underarter finns listade i Catalogue of Life.